# 克拉马托尔斯克火车站空袭
2022年4月8日，俄乌战争期间，位于乌克兰顿涅茨克州克拉马托尔斯克市的火车站遭到俄军空袭。根据报道，空袭造成59人死亡，109人受伤。

## 背景
俄罗斯联合乌克兰东部顿涅茨克与卢甘斯克的武装力量，和乌克兰政府军交战。乌克兰武装部队则屯兵斯洛維揚斯克和克拉马托尔斯克，与俄军交战。

## 袭击
空袭发生时约有1,000－1,400人在火车站里等待撤离，一枚导弹落在了火车站附近。有人在Telegram上传了两段导弹发射的影片，约20分钟后传出火车站被轰炸的新闻。“世界中央厨房”的志愿者回忆，约听到了5－10次的爆炸声。
新闻报道显示空袭异常惨烈，卫报报道现场有大量鲜血和倒地的尸体，连同行李散落在地上。另外有四辆汽车被毁，起初估计空袭造成39人丧命，后来部分伤者在医院伤势过重死亡，使死亡人数上升到50人，其中5人是儿童。
起初袭击的导弹被认定为9K720伊斯坎德尔飞弹，后来顿涅茨克州州长帕维尔·基里连科表示这是一枚聖甲蟲戰術飛彈，且装载了集束弹头。其中一枚导弹序列号为“Ш91579”，弹体手写喷涂着“за детей”字样。CBS翻译为“代表孩子”，自由欧洲电台翻译为“为了我们的孩子”。

## 反应
最初，俄罗斯国防部宣布，俄罗斯军队在克拉马托尔斯克火车站使用“高精度空射导弹摧毁了乌克兰预备役的武器和军事装备”。然而，在得知导弹杀死了平民之后，早先的报道被删除。
乌克兰总统泽连斯基谴责俄罗斯“无极限的邪恶”，针对平民发动攻击。俄罗斯国防部否认空袭平民，谴责这是一起恶意栽赃的假旗行动，并指控乌克兰方面为了让平民当肉盾，用暴力手段阻止平民离开克拉马托尔斯克市。并称其中一枚序列号为“Ш91579”的9M79-1导弹属于乌克兰方面。
一名美国高级国防官员表示，俄罗斯使用了SS-21“圣甲虫”导弹（即为OTR-21“圆点”的北约代号），动机不明，目前不确定是否使用了集束弹头。并表示不相信俄罗斯军方任何否认空袭的说法。俄罗斯国防部二度做出回应称该型圆点U导弹只有乌克兰军方正在使用，且雷达情报显示这些导弹是从克拉马托尔斯克西南45公里，乌克兰军队在多布罗皮利亚的据点发射的。然而有视频证据显示俄方在操作其宣称“只有乌克兰仍在使用”的OTR-21“圆点”战术弹道导弹。
欧盟委员会主席冯德莱恩当日正在访问乌克兰，她谴责这场袭击是卑鄙的。法国外交部长勒德里昂形容对火车站的袭击是反人类罪行。英国国防大臣本·华莱士谴责这场袭击是战争罪行。
2023年2月21日，人权观察与SITU Research研究小组公布的联合报告所得出结论，表示有强力的证据表明，4月8日针对乌克兰东部克拉马托尔斯克火车站的导弹袭击造成58名逃离平民死亡是从俄罗斯控制的领土发射的，这构成了「明显的战争罪」。

## 图集

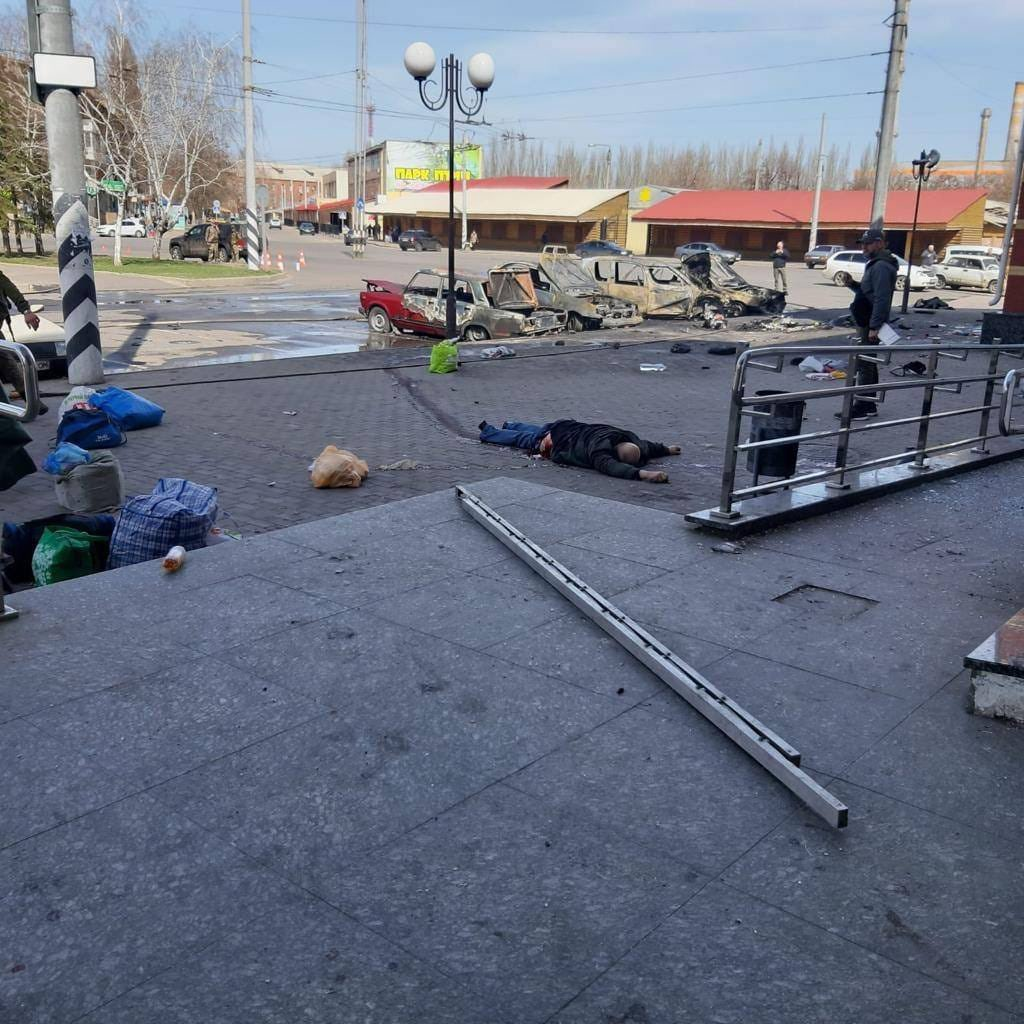
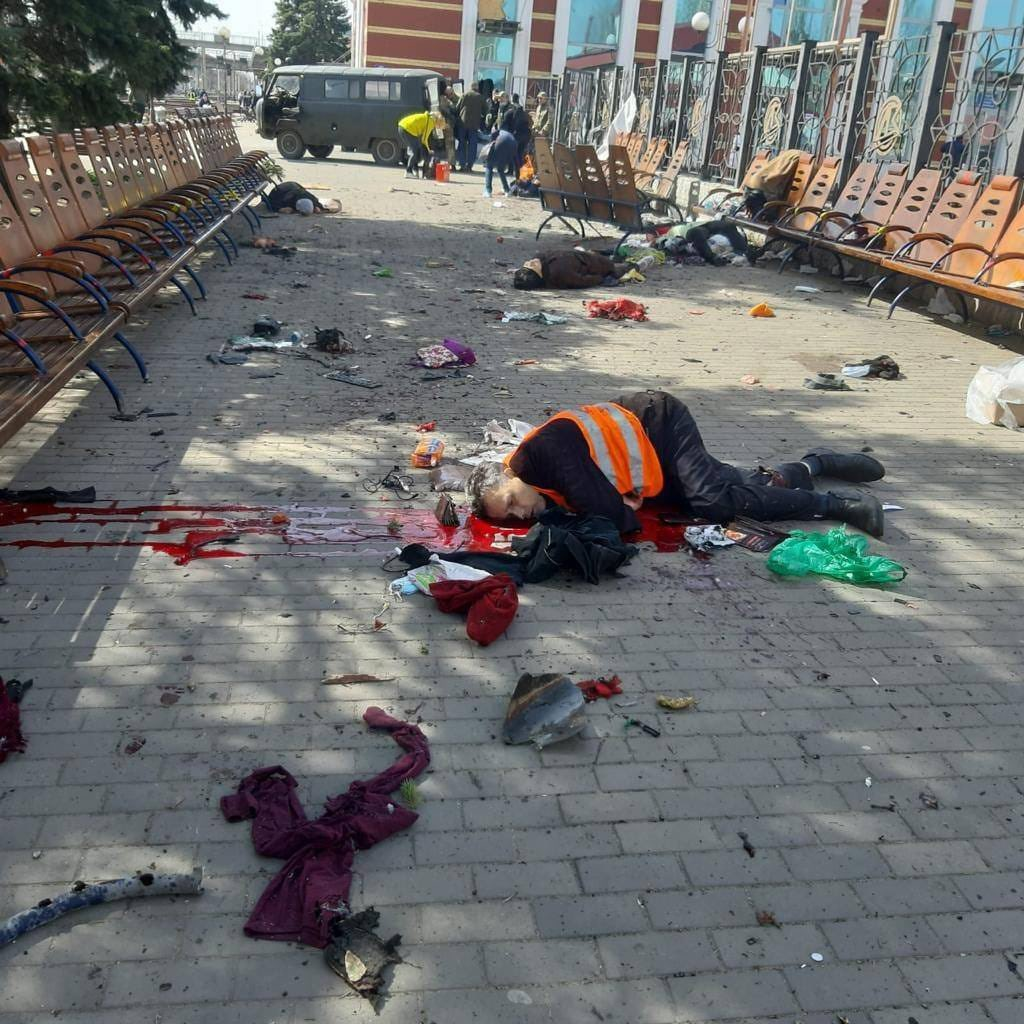
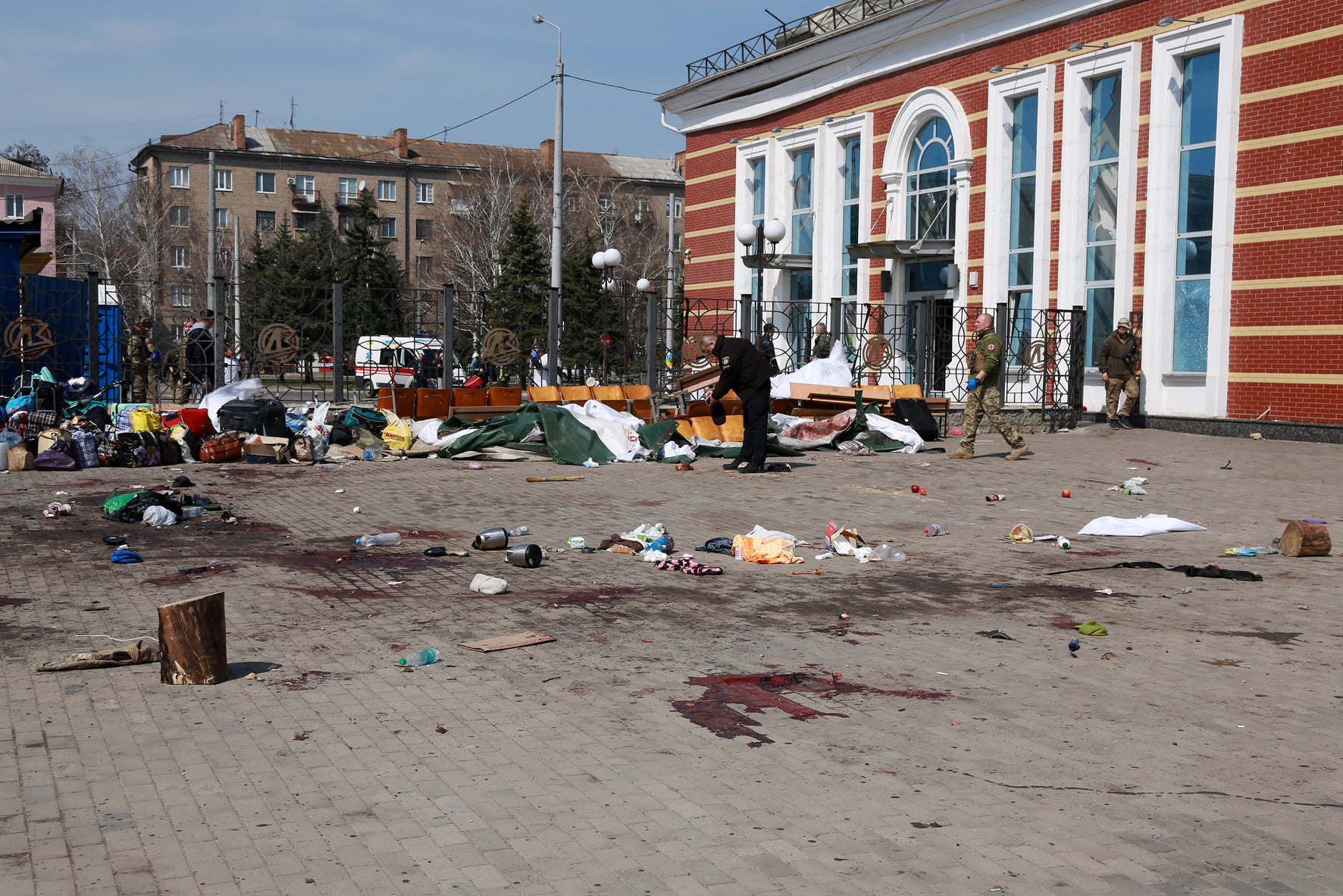
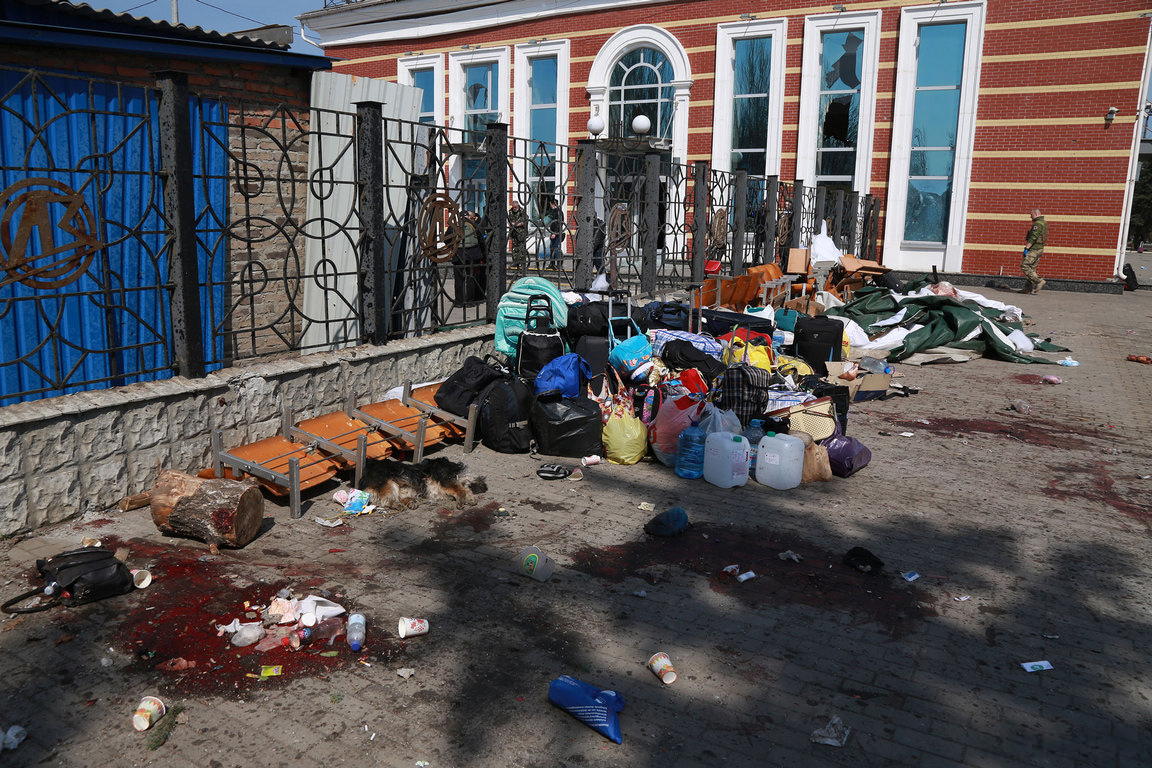
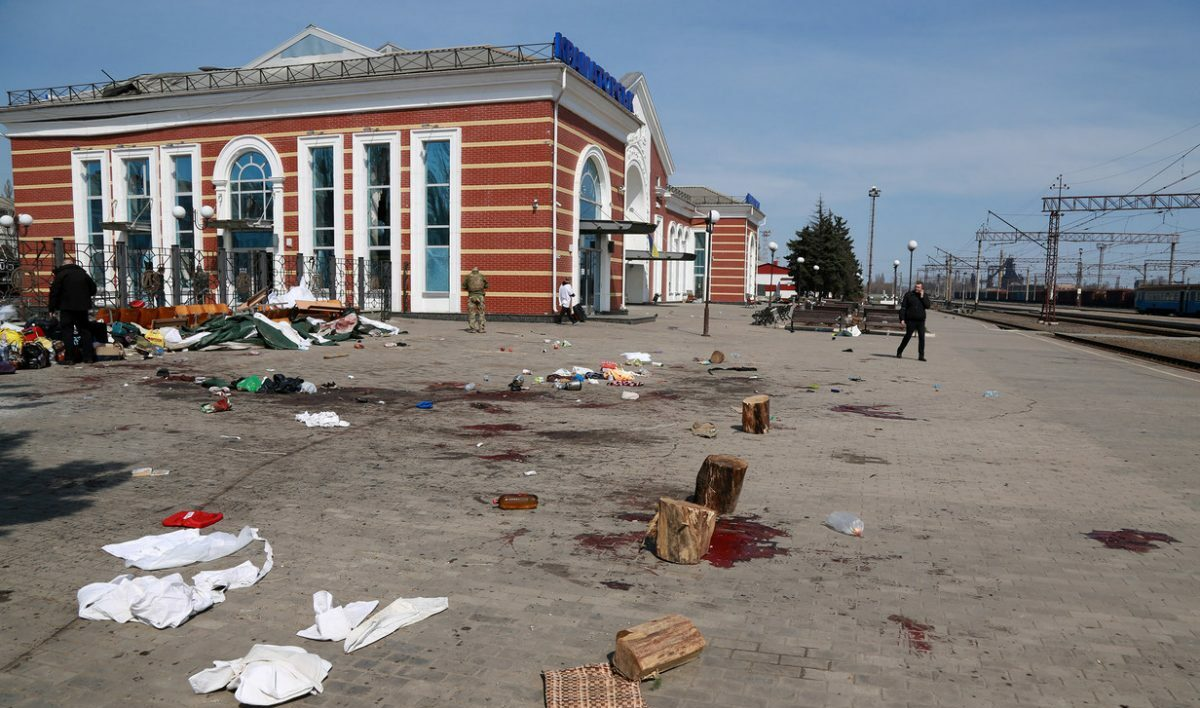